# 羅克薩娜 (特拉華州)
羅克珊娜（英語：Roxana）是位於美國特拉華州蘇塞克斯縣的一個非建制地區。該地的面積和人口皆未知。

## 地理
羅克珊娜的座標為38°29′47″N 75°10′11″W / 38.49639°N 75.16972°W，而該地的平均海拔高度為9米（即30英尺）。